# 1762 în literatură
Anul 1762 în literatură a implicat o serie de evenimente și cărți noi semnificative.  

## Cărți noi
- John Cleland - The Romance of a Night (atribuită)
- Oliver Goldsmith - The Citizen of the World
- Charles Johnstone - The Reverie
- William Kenrick - Emilius and Sophia (traducere din Rousseau)
- John Langhorne - Solyman and Almena
- John Leland - Longsword
- Charlotte Lennox - Sophia
- Jean-Jacques Rousseau - Émile, or On Education.
- Sarah Scott - A Description of Millenium Hall and the Country Adjacent
- Tobias Smollett - The Life and Adventures of Sir Launcelot Greaves
- Laurence Sterne - The Life and Opinions of Tristram Shandy, Gentleman (vol. v - vi)